# Sveti Ivan Krstitelj (Leonardo)
Sveti Ivan Krstitelj (69,2 x 57,2 cm), ulje na drvetu, (1513-1516), Louvre, Pariz, Leonardo da Vinci
Puno više no što to ima Mona Lisa, ova figura je pod utjecajem zagonetnog, ezoteričnog, androgenog, dionističnog i čak dijaboličnog karaktera poezije dekadence. Godine 1517. je slika predstavljena u dvorcu Cloux. Poznato je da je Luj XII. poklanja Karlu I. od Engleske; ali 1649.g. otkupljuje je nazad francuski bankar Jabach i poklanja kardinalu Mazarinu. Njegovi nasljednici su je prodali Luju XIV. Sada se nalazi u Louvreu. 
Ekstremno fini materijal boja, koji je nanešen kao beztežinski veo, nevidljiv je čak i u analizi s rendgenskim zračenjem i time ukazuje bez dvojbe na rad ruku umjetnika pod imenom Leonardo da Vinci.